# Shikari
HMS Shikari der Royal Navy war als Zerstörer der S-Klasse im Ersten Weltkrieg auf Kiel gelegt worden. Fertiggestellt wurde das Boot erst 1924 als Fernlenkboot für funkgesteuerte Zielschiffe.
Zu Beginn des Zweiten Weltkriegs wurde das unbewaffnete Boot zu einem Geleitboot umgerüstet. Im Mai 1940 gehörte die Shikari zu den Booten, die britische Truppen aus Dünkirchen zurück nach England evakuierten. Danach wurde die Shikari bis zum Herbst 1944 zur Sicherung von Geleitzügen nach Großbritannien eingesetzt.

## Baugeschichte

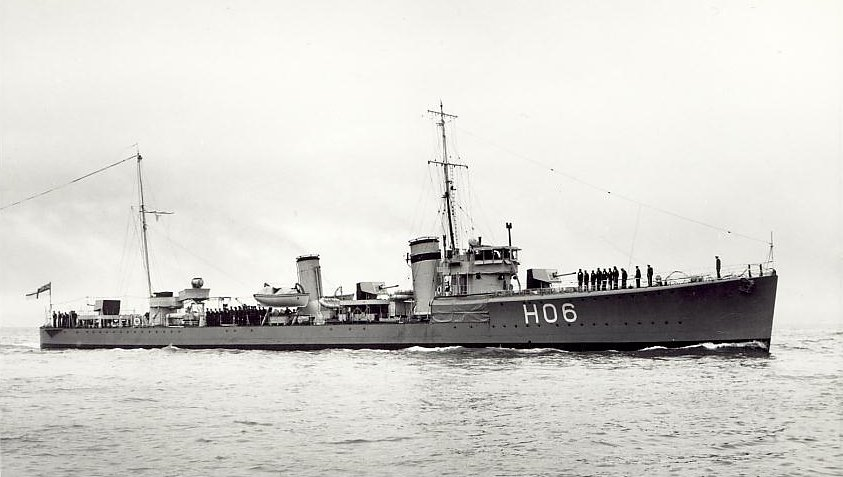
HMS Shamrock als Neubau der S-Klasse

Die zweite Shikari (D85) der Royal Navy wurde im April 1917 zusammen mit der 23 weiteren Booten von der Admiralität nach einem neuen Entwurf bestellt.
Neun Werften erhielten Aufträge für die neue S-Klasse, die auf der modifizierten R-Klasse aufbaute und wie diese zwei Schornsteine hatte. Gleichzeitig und bis Juli 1917 wurden, teilweise bei weiteren Werften, 45 weitere Zerstörer dieses Typs bestellt, die auf den Werften zwischen oder neben Booten der ursprünglich als Flottillenführer für die S-Klasse entwickelten V- und W-Klasse entstanden. Alle Boote erhielten mit „S“ oder „T“ beginnende Namen. Fertiggestellt wurden drei leicht unterschiedliche Gruppen mit 55 Booten nach dem Entwurf der Admiralität, sieben nach einem Werftsentwurf von Yarrow und fünf Thornycroft-„specials“. Alle Boote hatten ein langes Vorschiff und eine hohe Brücke hinter dem Deckssprung. Die Mehrzahl der Boote (41) wurde erst nach dem Ende des Ersten Weltkriegs in Dienst gestellt. Dennoch waren zu Beginn des Zweiten Weltkriegs nur noch elf dieser Boote im Dienst und dies meist auch nur in nachgeordneten Aufgaben. Die meisten Boote waren in den 1930er Jahren abgewrackt worden, auch um den Anforderungen des Londoner Flottenvertrages von 1930 zu genügen, der auch die zulässige Zerstörertonnage begrenzte.

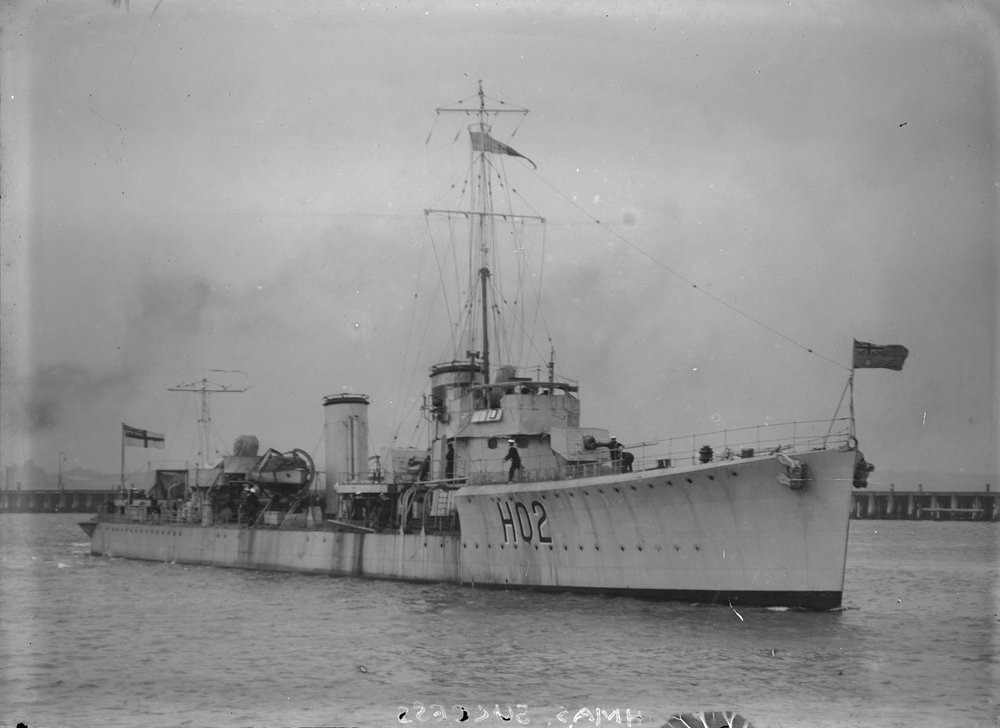
Das Schwesterboot Success im Dienst der RAN

Der Auftrag zum Bau der Shikari ging an die Werft Doxford in Pallion bei Sunderland, die schon in den 1890er Jahren Zerstörer gebaut hatte, dann aber erst im Weltkrieg den Zerstörerbau verstärkt durchführte und schon Aufträge für zehn Boote der M-Klasse, vier der R-Klasse und vier der V- und W-Klasse erhalten hatte. Unter der Baunummer 526 lief dort am 14. Juli 1919 die Shikari als dritter S-Zerstörer dieser Werft nach der Success und der Shamrock (Baunummern 522 und 524; Juni bzw. August 1918) vom Stapel. Die beiden ersten Boote wurden von der Bauwerft 1919 fertiggestellt und kamen für die Australische Marine und bei der Atlantic Fleet in Dienst. Der Schiffsrumpf des dritten Bootes wurde zur Endausrüstung zur Marinewerft nach Chatham geschleppt, aber die Fertigstellung des Bootes wurde aufgeschoben. Im September 1923 wurde entschieden, die Shikari als Funkleitboot für das als ferngesteuertes Zielschiff genutzte ehemalige Schlachtschiff HMS Agamemmon fertigzustellen. Die Shikari erhielt in Chatham die notwendigen Kontrolleinrichtungen und kam im April 1924 ohne Bewaffnung als letztes Boot der S-Klasse in Dienst.

## Einsatzgeschichte

### Vorkriegsjahre

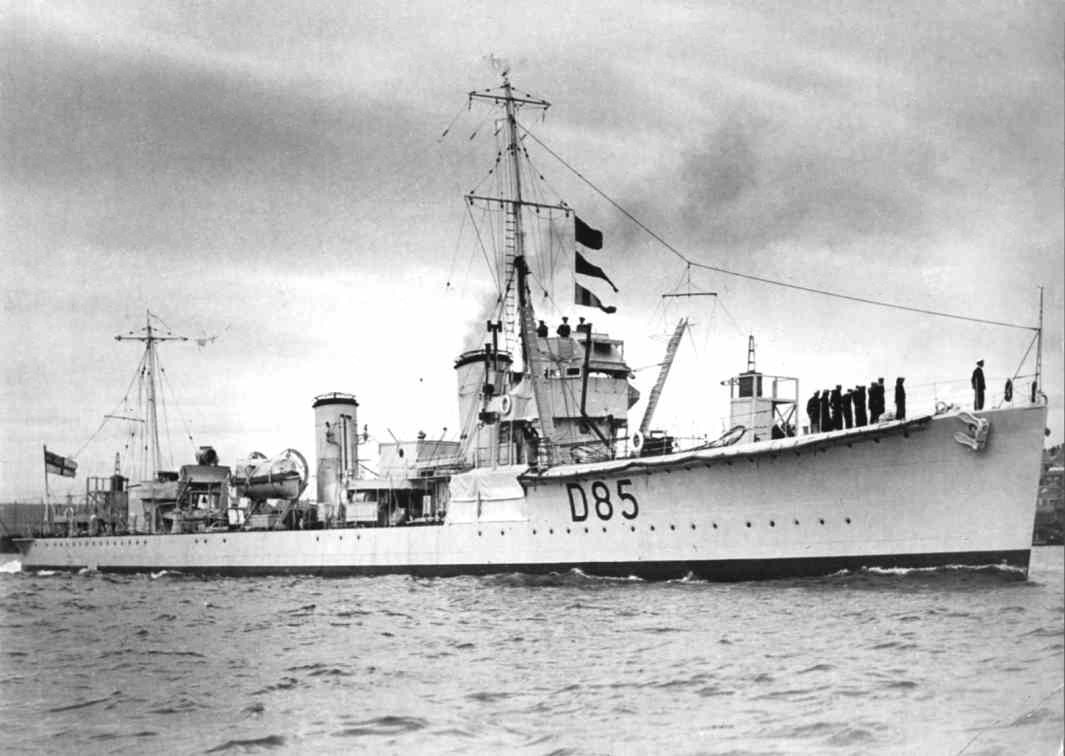
Fernlenkboot Shikari, 1929

Die Shikari nahm 1924 ihre Erprobung auf. Das bisherige Zielschiff der Flotte, HMS Agamemmon, wurde Ende 1926 ausgesondert und durch die Centurion ersetzt. Mit der Centurion, dem Zerstörer Tetrarch und der Sloop Snapdragon lief die Shikari Mitte September 1931 in Invergordon ein, als es dort zur Meuterei von Teilen der Atlantic Fleet kam. In der Folgezeit diente die Shikari bis 1939 weiter als Lenkboot der Centurion. 1933 war zeitweise Frederic John Walker Kommandant des Bootes, der einer der erfolgreichsten alliierten Kommandanten im Kampf gegen die deutschen Unterseeboote werden sollte.
1939 waren noch elf Booten der S-Klasse in der Royal Navy vorhanden. Fünf waren im Fernen Osten als Kampfboote (Scout, Stronghold, Tenedos, Thanet, Thracian) im Einsatz, die Boote in der Heimat dienten als Tender an Schulen, Zielschiffe oder befanden sich in der Reserve.
Die beiden in der RCN und die fünf bei der RAN eingesetzten Boote waren 1937 ausgesondert worden.

### Zweiter Weltkrieg
Nach Kriegsbeginn wurde die Shikari bewaffnet und als Geleitfahrzeug hergerichtet. Im Januar 1940 war das Boot einsatzbereit und diente als Geleitboot am westlichen Kanalausgang. Ab dem 28. Mai 1940 gehörte sie mit ihren Schwesterbooten Sabre, Saladin und Scimitar zu den Einheiten die zur Evakuierung alliierter Truppen aus Dünkirchen herangezogen wurden. Die Shikari wurde am 27. von Portsmouth mit der Scimitar nach Dover befohlen und begann am 28. mit den regelmäßigen Evakuierungsfahrten. Von ihrer 16. Zerstörerflottille kamen auch der Flottillenführer Malcolm und die Zerstörer Venomous und Anthony während der Operation Dynamo zum Einsatz.
Am 1. Juni übernahm sie auf See kurz vor der britischen Küste etwa 500 französische Soldaten von der durch Bomben schwer beschädigten Prague (4220 BRT), die auch vom Geleitboot Shearwater und der Queen of Thanet unterstützt und schließlich auf Grund gesetzt und später abgeborgen werden konnte. Am 2. Juni konnte die Shikari 470 Soldaten und in der Nacht zum 3. nochmals 700 Mann evakuieren. Sie war in den frühen Morgenstunden des 4. Juni dann das letzte alliierte Fahrzeug, das den Hafen von Dünkirchen verließ; an Bord befanden sich 383 französische Soldaten. Nachdem diese in Dover gelandet worden waren, lief das Boot nach Portsmouth, um die durch Luftangriffe erlittenen Schäden zu beheben.

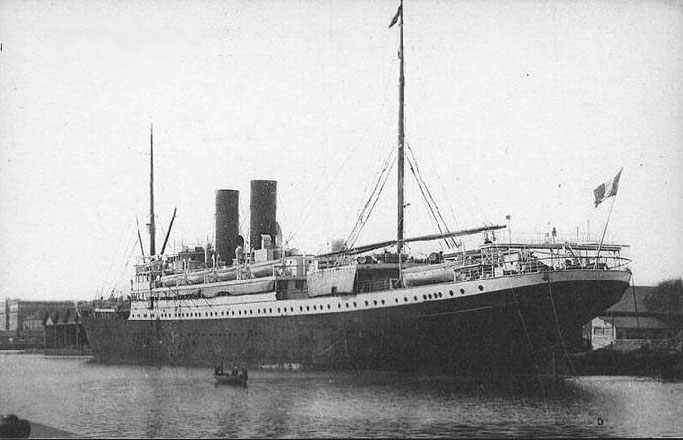
Die Meknes

Am 24. Juli 1940 erfolgte ein erneuter Rettungseinsatz der Shikari. Der als Truppentransporter genutzte französische Passagierdampfer Meknes (6127 BRT, 104 Mann Besatzung) hatte am Morgen Southampton mit 1277 französischen Marineangehörigen verlassen, die nicht mit den frei-französischen Streitkräften unter General de Gaulle weiterkämpfen, sondern nach Marseille in die unbesetzte Zone Frankreichs zurückkehren wollten. Das Schiff war als neutrales französisches Schiff gekennzeichnet und wurde im Kanal vom deutschen Schnellboot S 27 der 1. Schnellboot-Flottille mit Maschinenwaffen gestoppt. Als die Meknes Hilferufe sandte, torpedierte das Schnellboot den Transporter. Die britischen Zerstörer Viscount, Wolverine, Sabre und die Shikari liefen aus Portsmouth aus, um die Schiffbrüchigen zu retten. Für 416 Franzosen kam diese Hilfe allerdings zu spät.
Die wieder instandgesetzte und modifizierte Shikari kam zur Geleitschutzsicherung mit der Basis in Londonderry und Island. Am 21. September 1940 trat sie mit der Sloop Lowestoft und drei Korvetten als Sicherung zu dem Geleitzug HX 72 von 41 Schiffen, der von U-Booten angegriffen wurde. Die Shikari wurde den bereits torpedierten Schiffen zur Unterstützung geschickt, da der Befehlshaber der Sicherung noch die Skate und die Scimitar als Verstärkung erwartete. Der Konvoi verlor allerdings elf Schiffe.
Am 24. Oktober 1941 erlitt die Shikari bei der Sicherung nicht angegriffener Geleitzüge bei sehr schweren Stürmen erhebliche Schäden und verlor wie die Skate den hinteren Schornstein. Bis Ende Dezember fiel sie wegen der notwendigen Reparaturen aus. Wieder repariert, wurde sie der Escort Group um Keppel mit dem ehemals amerikanischen Zerstörer St Albans und vier Korvetten zugeteilt. Ab 1942 bis August 1944 wurde der alte Zerstörer meist nur noch im engeren Küstenbereich der nordwestlichen Zufahrtswege oder Islands eingesetzt. Dabei rettete die Shikari Anfang April 1943 sieben Mann des am 29. März 1943 durch U 610 versenkten Liberty-Schiffes William Pierce Frye, die seit fünf Tagen in einem Landungsboot der Decksladung auf dem Atlantik trieben.
Ab August 1944 und bis zum April 1945 sicherte die Shikari U-Boote zwischen Scapa Flow, Holy Loch und anderen Basen oder diente den Booten als Trainingsziel. Am 14. August 1945 soll sie in Reykjavík mit der Besatzung der USS Davenport den Sieg über Japan gefeiert haben. Sie wurde dann außer Dienst gestellt und ab November 1945 in Newport, Wales, verschrottet.